# Lithoprocris methyalea
Lithoprocris methyalea är en fjärilsart som beskrevs av George Francis Hampson 1900. Lithoprocris methyalea ingår i släktet Lithoprocris och familjen björnspinnare. Inga underarter finns listade i Catalogue of Life.